# Marcelo Oroncio
Marcelo Oroncio (en latín, Marcellus Orontius) era un senador y neoplatonista del siglo III, discípulo de Plotino. Porfirio habla de este en la Vida de Plotino, donde dice: “allí estaban también, entre los oyentes de Plotino, no pocos miembros del senado, entre los cuales se hallaba Marcelo Oroncio y Sabinilo, quienes demostraron una mayor asiduidad en los estudios filosóficos.